# Nun chiagnere Marì
Nun chiagnere Marì (e come sottotitolo: ca 'e ccose s'acconciano e 'o comune ce assegna 'a casa
si po' me danno pure 'o posto a' fernimme 'e vennere 'e Mabbor!) è un album discografico del cantautore napoletano Tony Tammaro, pubblicato nel 1991.

## Tracce
1. Dint' 'a villa – 2:46 (Tonitammaro)
2. L'Animale – 2:43 (testo: Tonitammaro, C.Barbarulo – musica: Tonitammaro)
3. Volo di un cazettino – 3:28 (Tonitammaro)
4. La villeggiatura – 3:15 (Tonitammaro)
5. Il mozzarellista – 3:17 (Tonitammaro)
6. Aerobic Tamar Dance – 3:53 (testo: Tonitammaro, L.Recano – musica: Tonitammaro)
7. Pronto Marì – 2:23 (Tonitammaro)
8. Tango dei tamarri – 4:00 (Tonitammaro)
9. U curnudu – 2:43 (Tonitammaro)
10. Puzzulan rap – 2:23 (Tonitammaro)

Durata totale: 30:51